# 白乐崎
白樂崎（英語：Natale Hans Bellocchi，1926年7月5日—2014年11月17日），生于美國纽约州赫基默县利特佛斯市，美国外交官，曾任美国在台协会理事主席。

## 生平
白樂崎出生在紐約市一個義大利裔家庭中，其父名皮耶特羅·白洛基（Pietro Bellocchi），其母名為瑪麗安·白洛基（Marianna Bellocchi，婚前本姓Fenni）。白樂崎為家中長子，有一位姐姐艾爾西·白洛基（Elsie Bellocchi）。在經濟大蕭條期間，其父親過世，當時白樂崎只有12歲，其家中經濟一度陷入困境，靠著親戚及街坊的幫忙，才渡過這段時間。白乐崎1944年進入佐治亚理工学院就讀，1948年获工业管理学士学位。畢業後，在賓夕法尼亞州阿倫敦工作，當一位工程師。1950年至1953年間，加入美國陸軍，參與韓戰。退伍後回到學校求學，1954年，获乔治城大学外交学士学位。
1955年起从事外交工作，最初为外交信使。1960年起任美国驻香港总领事馆行政助理、驻老挝大使馆总务官（general services officer）。1963年至1964年间在台灣台中学习中文，取漢名白樂崎，后任美國駐中華民國大使館助理商務專員。
1968年再度赴港，任商务處長。1970年返回华盛顿，1971年赴越南担任顾问，后任美国驻南越大使馆商务专员，其后前往日本担任商务参赞。1974年回到华盛顿参加外交政策高级研修班，之后獲派至美国财政部。1976年起，出任驻印度经济参赞、驻香港總領事館副總領事（deputy principal officer）。
1981年任国务院情报研究局副助理国务卿。
1985年出任美国驻博茨瓦纳大使。
1990年至1995年间担任美国在台协会理事主席。在任期間，曾促成台灣的李登輝總統訪問美國。
1995年8月19日，在美國召開的台灣客家懇親會場上，白樂崎發言，指出若台灣海峽發生戰爭，台灣的經濟安全受到威脅時，美國將會基於《台灣關係法》採取應對措施。
2014年11月17日，病逝於馬里蘭州貝塞斯達自宅，享壽88歲。

## 相關事跡
1994年，臺灣總統李登輝訪問中南美洲及非洲，過境美國夏威夷，成為中華民國與美國斷交後，首位訪美的臺灣總統。然而李登輝遭到當時美方不允許在境內過夜，只安排到當地空軍基地的小房間休息，由一個上尉階級的軍官接待。此舉引起李登輝不滿，決定不下飛機，穿著一件休閒襯衫未打領帶在飛機上接見時任美國在臺協會理事主席白樂崎，作為抗議。:264在送白樂崎下飛機時，李登輝還諷刺的說，他不能送到機門了，免得不小心滑落，踩到美國土地。
李登輝訪美所受對待引起美國國會及輿論嘩然，認為一個號稱民主的國家，竟然受迫於另一個國家的威脅，在臺灣總統過境的問題上採取失禮的態度。國會開始對這個問題高度關注，並對行政部門痛加檢討，與臺灣友好的議員開始展開聯署，要求應該放寬對臺灣領導人的限制。:264-265在國會強大壓力下，與李登輝母校康乃爾大學校長的熱心，使柯林頓政府作出決定。在1995年5月中使李登輝訪問母校美國康乃爾大學的計畫獲得批准。:264-2651995年6月7日，李登輝再飛美國洛杉磯時，白樂崎夫婦在機場停機坪迎迓，當時李登輝語意雙關對白樂崎寒暄「這次我下來了」。

## 荣誉

### 外国勋章奖章
- 大绶景星勋章（中华民国，2000年4月25日批准[7]，2000年5月2日于台北总统府颁授[8]）

## 家庭
其妻白麗蘭（Lilan Liu），生於台灣高雄市。白樂崎任職美國駐台大使館時，兩人認識，結婚。婚後生有一子一女。